# Angiopteris winkleri
Angiopteris winkleri är en kärlväxtart som beskrevs av Rosenst. Angiopteris winkleri ingår i släktet Angiopteris och familjen Marattiaceae. Inga underarter finns listade i Catalogue of Life.